# Гаррі Золнєрчик
Гаррі Золнєрчик (англ. Harry Zolnierczyk, нар. 1 вересня 1987, Торонто) — канадський хокеїст польського походження, крайній нападник.

## Ігрова кар'єра
Хокейну кар'єру розпочав 2005 року виступами за юнацьку команду «Альберні Веллі Бульдогс» (БКХЛ). З 2007 по 2011 виступав за команду Браунського університету.
8 березня 2011 уклав однорічний контракт з клубом НХЛ «Філадельфія Флаєрс», але продовжив свої виступи в складі фарм-клубу «Адірондак Фантомс» (АХЛ). 
У сезоні 2011/12 дебютував у складі «льотчиків» замінивши травмованого австрійця Андреаса Недле в матчі проти «Оттава Сенаторс». 3 березня 2013 отримав дискваліфікацію на чотири матчі за грубу гру проти Майка Лундіна.
1 квітня 2013, Золнєрчик був проданий в «Анагайм Дакс». Через два місяці, 24 червня 2013, «Дакс» продали його в «Піттсбург Пінгвінс» в обмін на захисника Алекса Гранта. 12 липня 2013, «пінгвіни» підписали з Гаррі однорічний контракт на суму $550,000.
1 липня 2014, Золнєрчик залишив «пінгвінів» і погодився на однорічний контракт з клубом «Нью-Йорк Айлендерс». Відігравши лише два матчі в складі «островитян» решту сезону провів у складі фарм-клубу «Бріджпорт Саунд Тайгерс» (АХЛ). 
Свій наступний сезон 2015/16, відіграв у клубі АХЛ «Сан-Дієго Галлс» незважаючи на однорічний контракт з «Анагайм Дакс».
1 липня 2016, уклав однорічний контракт з «Нашвілл Предаторс» частину сезону також відіграв у складі фарм-клубу «Мілвокі Едміралс».
Як вільний агент 31 серпня 2017 року уклав контракт з «Флорида Пантерс». Для участі в тренувальному таборі але контракт анулювали і він повернувся до «хижаків».
12 липня 2018 року Гаррі уклав контракт з «Спрінгфілд Тандерберд».
У липні 2019 Золнєрчик вирішив завершити кар'єру.

## Статистика
| Сезон        | Клуб                            | Ліга         | Регулярний сезон | Регулярний сезон | Регулярний сезон | Регулярний сезон | Регулярний сезон | Плей-оф | Плей-оф | Плей-оф | Плей-оф | Плей-оф |
| Сезон        | Клуб                            | Ліга         | І                | Г                | П                | О                | ШХ               | І       | Г       | П       | О       | ШХ      |
| ------------ | ------------------------------- | ------------ | ---------------- | ---------------- | ---------------- | ---------------- | ---------------- | ------- | ------- | ------- | ------- | ------- |
| 2005–06      | «Альберні Веллі Бульдогс»       | БКХЛ         | 53               | 9                | 13               | 22               | 40               | 6       | 1       | 3       | 4       | 10      |
| 2006–07      | «Альберні Веллі Бульдогс»       | БКХЛ         | 47               | 20               | 18               | 38               | 85               | 5       | 3       | 2       | 5       | 10      |
| 2007–08      | Браунський університет          | НКАА         | 16               | 0                | 3                | 3                | 2                | —       | —       | —       | —       | —       |
| 2008–09      | Браунський університет          | НКАА         | 31               | 1                | 1                | 2                | 30               | —       | —       | —       | —       | —       |
| 2009–10      | Браунський університет          | НКАА         | 37               | 13               | 20               | 33               | 78               | —       | —       | —       | —       | —       |
| 2010–11      | Браунський університет          | НКАА         | 30               | 16               | 15               | 31               | 128              | —       | —       | —       | —       | —       |
| 2010–11      | «Адірондак Фантомс»             | АХЛ          | 16               | 3                | 2                | 5                | 37               | —       | —       | —       | —       | —       |
| 2011–12      | «Філадельфія Флаєрс»            | НХЛ          | 37               | 3                | 3                | 6                | 35               | —       | —       | —       | —       | —       |
| 2011–12      | «Адірондак Фантомс»             | АХЛ          | 39               | 8                | 13               | 21               | 37               | —       | —       | —       | —       | —       |
| 2012–13      | «Адірондак Фантомс»             | АХЛ          | 52               | 9                | 8                | 17               | 54               | —       | —       | —       | —       | —       |
| 2012–13      | «Філадельфія Флаєрс»            | НХЛ          | 7                | 0                | 1                | 1                | 36               | —       | —       | —       | —       | —       |
| 2012–13      | «Норфолк Едміралс»              | АХЛ          | 9                | 2                | 0                | 2                | 14               | —       | —       | —       | —       | —       |
| 2013–14      | «Віклс-Беррі/Скрентон Пінгвінс» | АХЛ          | 57               | 18               | 18               | 36               | 75               | 17      | 3       | 7       | 10      | 10      |
| 2013–14      | «Піттсбург Пінгвінс»            | НХЛ          | 13               | 2                | 0                | 2                | 12               | —       | —       | —       | —       | —       |
| 2014–15      | «Бріджпорт Саунд Тайгерс»       | АХЛ          | 60               | 18               | 26               | 44               | 78               | —       | —       | —       | —       | —       |
| 2014–15      | «Нью-Йорк Айлендерс»            | НХЛ          | 2                | 0                | 0                | 0                | 0                | —       | —       | —       | —       | —       |
| 2015–16      | «Сан-Дієго Галлс»               | АХЛ          | 24               | 6                | 3                | 9                | 31               | 4       | 0       | 0       | 0       | 0       |
| 2015–16      | «Анагайм Дакс»                  | НХЛ          | 1                | 0                | 0                | 0                | 0                | —       | —       | —       | —       | —       |
| 2016–17      | «Мілвокі Едміралс»              | АХЛ          | 24               | 6                | 10               | 16               | 20               | —       | —       | —       | —       | —       |
| 2016–17      | «Нашвілл Предаторс»             | НХЛ          | 24               | 2                | 2                | 4                | 10               | 11      | 1       | 2       | 3       | 0       |
| 2017–18      | «Мілвокі Едміралс»              | АХЛ          | 73               | 21               | 21               | 42               | 62               | —       | —       | —       | —       | —       |
| 2018–19      | «Спрінгфілд Тандерберд»         | АХЛ          | 72               | 15               | 36               | 51               | 38               | —       | —       | —       | —       | —       |
| Усього в НХЛ | Усього в НХЛ                    | Усього в НХЛ | 84               | 7                | 6                | 13               | 93               | 11      | 1       | 2       | 3       | 0       |